# Eugéne Ekéké
Eugéne Ekéké (Douala, 1960. május 30. –) kameruni válogatott labdarúgó.

## Pályafutása

### Klubcsapatban
Pályafutása nagy részét Franciaországban töltötte. Játszott többek között az RC Paris (1982–86) a belga KS Beveren (1986–87), a Quimper Cornouaille FC (1987–89), a Valenciennes FC (1989–92) és az US Maubeuge (1993–97) csapatában. 

### A válogatottban
1980 és 1992 között 16 alkalommal szerepelt a kameruni válogatottban és 2 gólt szerzett. Részt vett az 1984. évi nyári olimpiai játékokon, az 1990-es világbajnokságon, illetve az 1990-es és az 1992-es Afrikai nemzetek kupáján. Tagja volt az 1988-ban Afrikai nemzetek kupáját nyerő válogatottak keretének is.

## Sikerei, díjai
Kamerun
- Afrikai nemzetek kupája (1): 1988